# Кідо Коїті
Кідо Коїті (яп. 木戸幸, きど こういち; 18 липня 1889 — 6 квітня 1977) — японський політик, маркіз, міністр-хранитель печатки з 1940 по 1945 рік, найближчий радник Імператора Сьова під час Другої світової війни.

## Біографія
Кідо Коїті народився 18 липня 1889 року у Токіо. Його дідом був Кідо Такайосі — один з трох найвпливовіших лідерів Реставрації Мейдзі.
Після закінчення Кіотського університету займав безліч бюрократичних постів. У 1937 році був призначений міністром культури і науки у кабінеті Коное Фумімаро. У 1939 році займав посаду міністра внутрішніх справ у кабінеті Хірануми Кіїтіро.
У 1940 році призначений міністром-хранителем печатки та став найближчим радником Імператора Сьова. Саме Кідо рекомендував імператору призначити на посаду прем'єр-міністра Коное Фумімаро замість Йонаї Міцумаси, а в 1941 році — Тодзьо Хідекі замість Коное.
Проводив політику направлену на посилення впливу Японської Імперії у Китаї та Східній Азії, але з початком Другої світової війни перейшов на більш помірковані позиції. У 1941 році виступав проти нападу Японської імперії на Голландську Ост-Індію. 14 серпня 1945 року, від імені імператорського уряду, прийняв вимоги Потсдамської декларації. Під час окупації Японії активно співпрацював з адміністрацією союзників.
Пізніше був визнаний Міжнародним військовим трибуналом для Далекого Сходу, як один з японських військових злочинців «класу А» і 12 листопада 1948 року засуджений до довічного ув'язнення.
У 1953 році, через проблеми зі здоров'ям, звільнений з в'язниці. Решту життя прожив в містечку Оїсо, Канаґава. 6 квітня 1977 року у віці 88 років помер від цирозу печінки. Похований на кладовищі Тама в Токіо.